# Jumpsuit

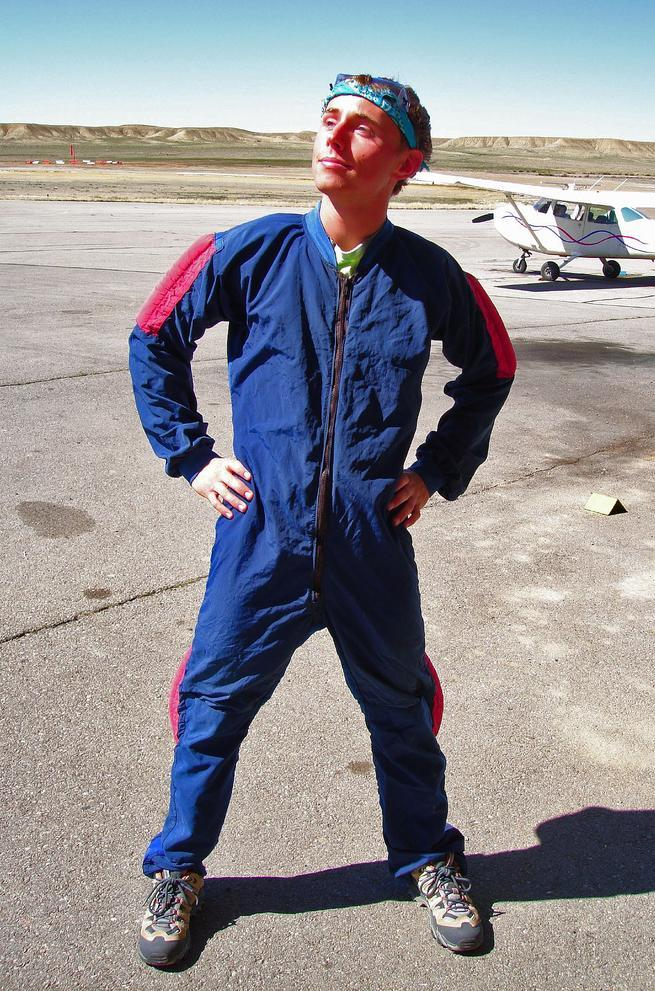
Een vliegenier in jumpsuit

Een jumpsuit is een uit één stuk bestaand kledingstuk dat ook mouwen en broekspijpen omvat. Het is afgeleid van de overall. Een speciale vorm van de jumpsuit is de strak aansluitende catsuit.

## Oorsprong
Het was oorspronkelijk een uit één stuk bestaand, beschermend pak, dat parachutisten gebruikten tijdens de sprong. Hier komt de naam (letterlijk: springpak) vandaan. Ook autocoureurs gebruiken een speciaal jumpsuit, waarin brandwerende weefsels zijn verwerkt.

## Popcultuur
Vanaf de jaren '60 van de 20e eeuw werd het dragen van jumpsuits populair in de popcultuur. Diverse artiesten betraden het podium in een strakke catsuit van zwart leder, terwijl personen als Elvis Presley zich uitdosten in fantasierijke kostuums die op het jumpsuit waren gebaseerd.

## Mode
Vooral in de jaren '80 van de 20e eeuw kwamen op de jumpsuit gebaseerde broekpakken, met name voor dames, in de mode. Ook in latere periodes kwam dit soort kleding regelmatig weer in het modebeeld terecht. Een opvallende variant van de jumpsuit is de onesie, een vrijetijdspak dat rond 2010 in opkomst kwam.

## Galerij

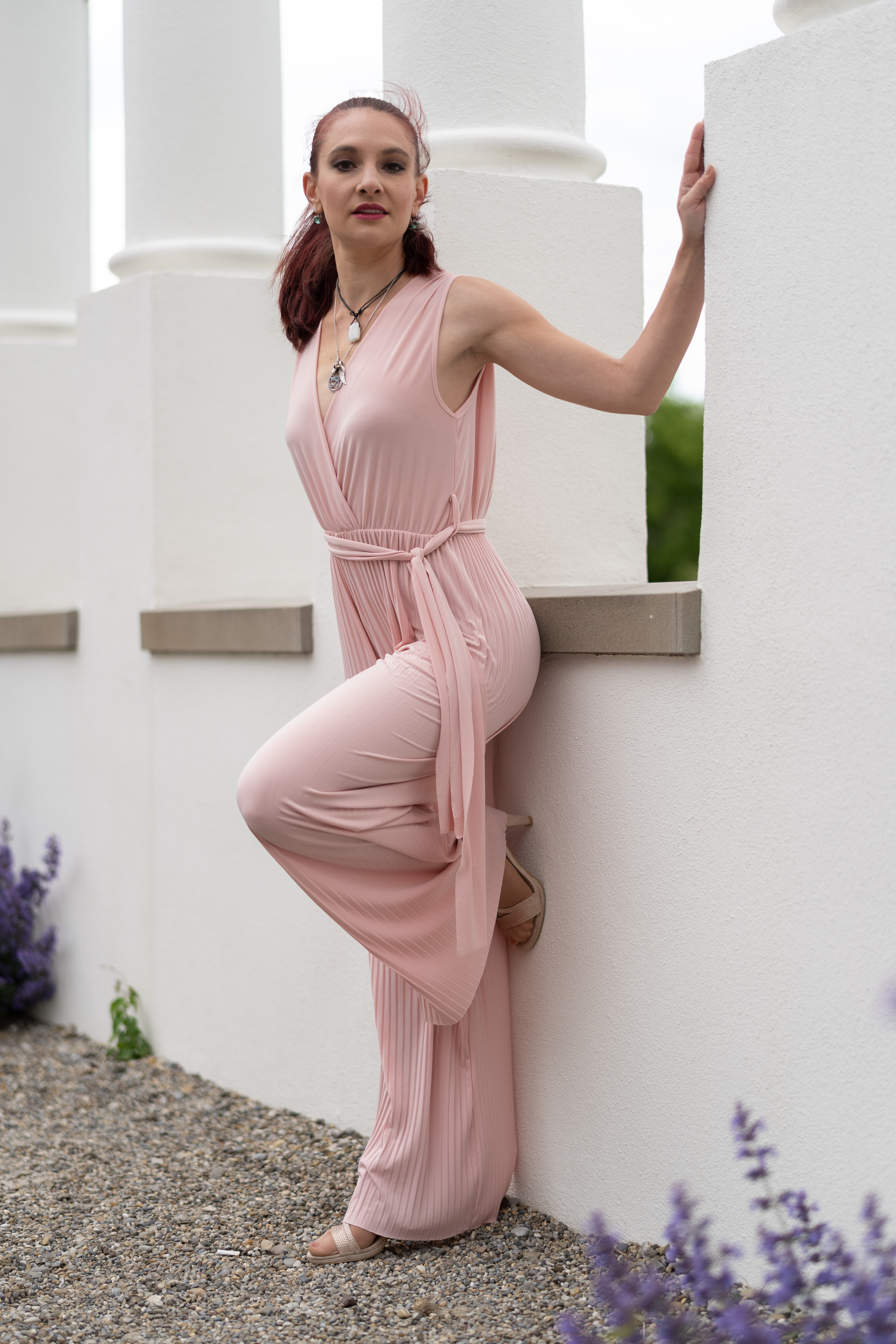
Jumpsuit als broekpak
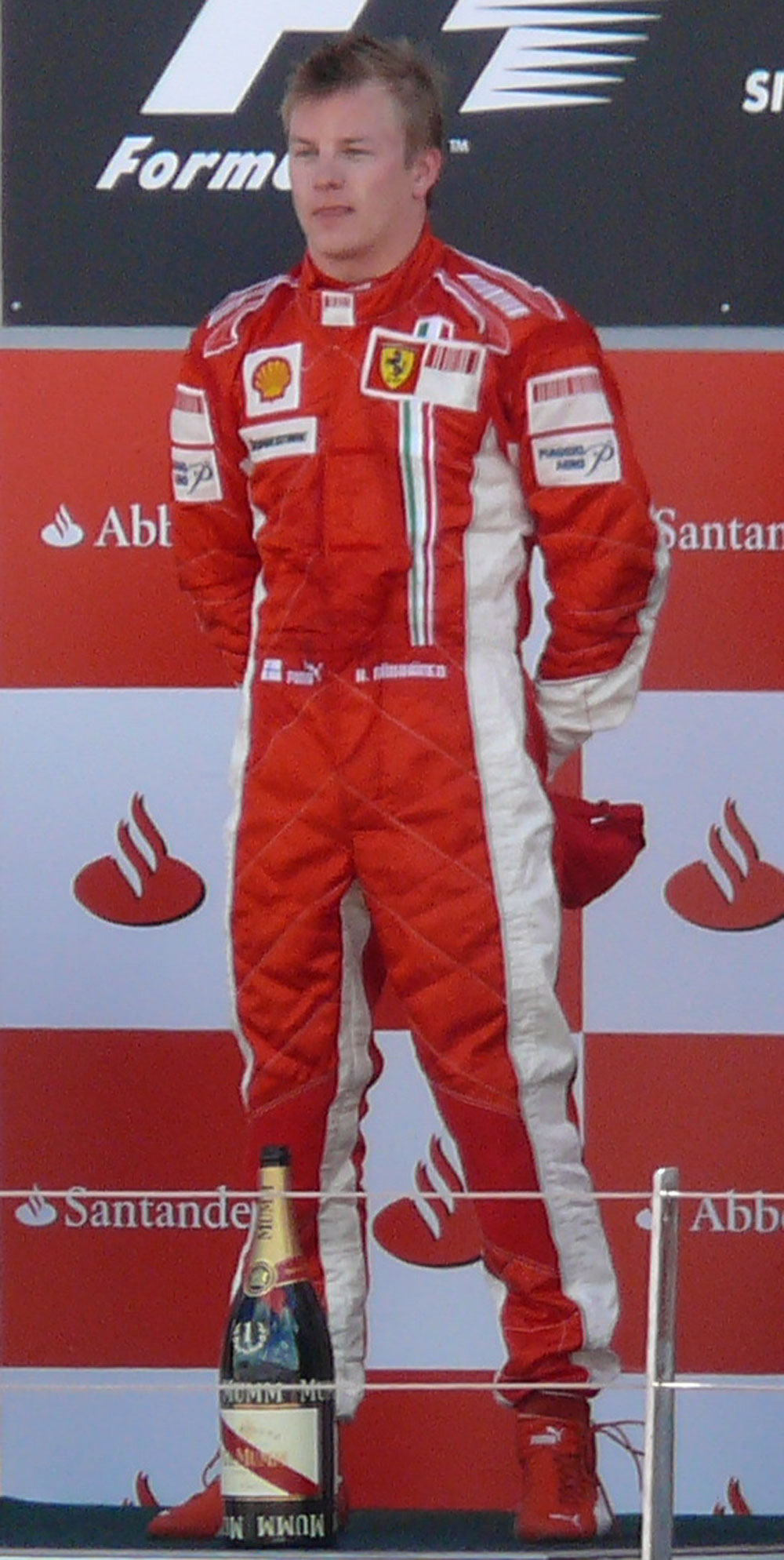
Een autocoureur in jumpsuit
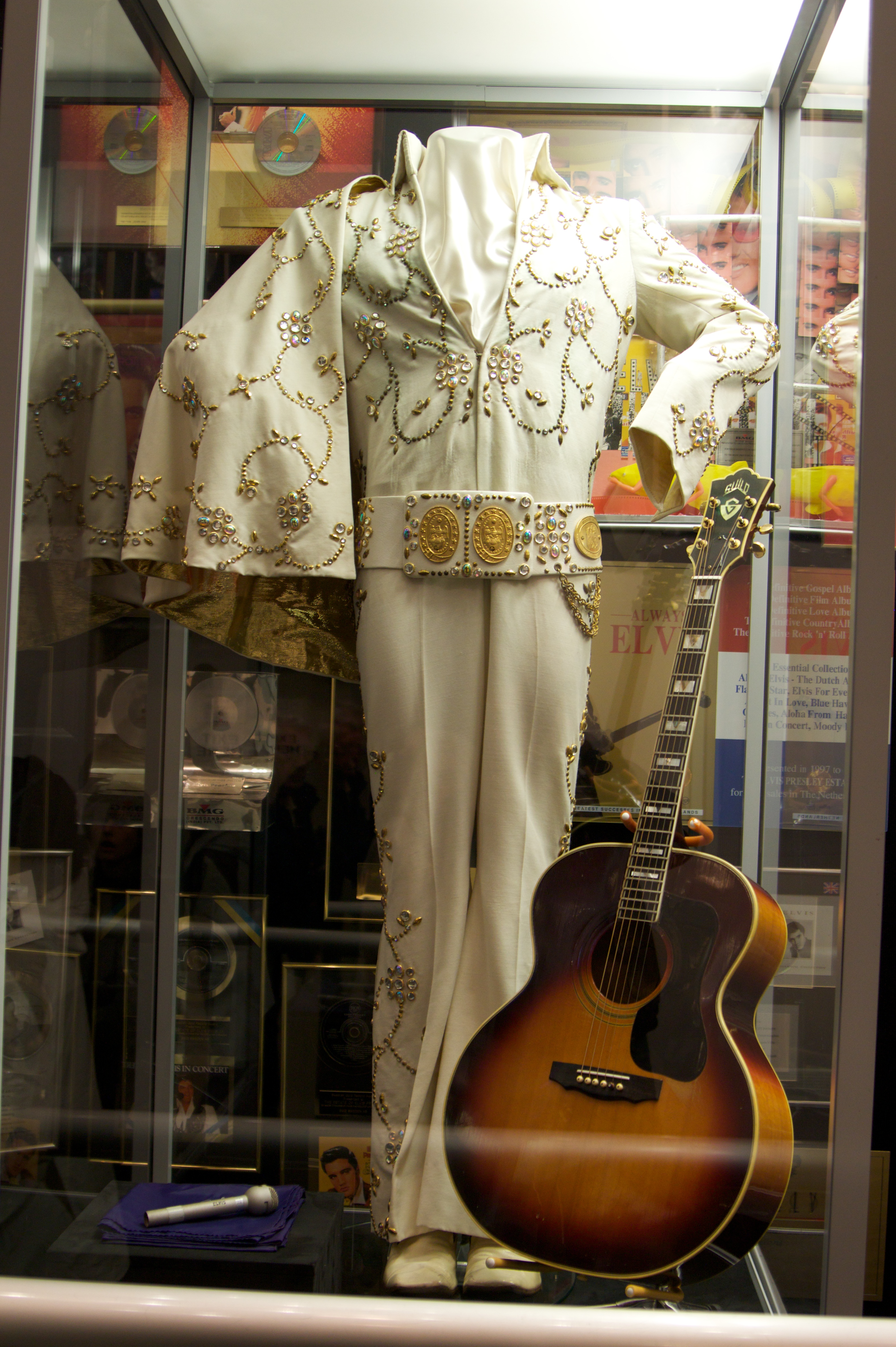
Jumpsuit van Elvis Presley
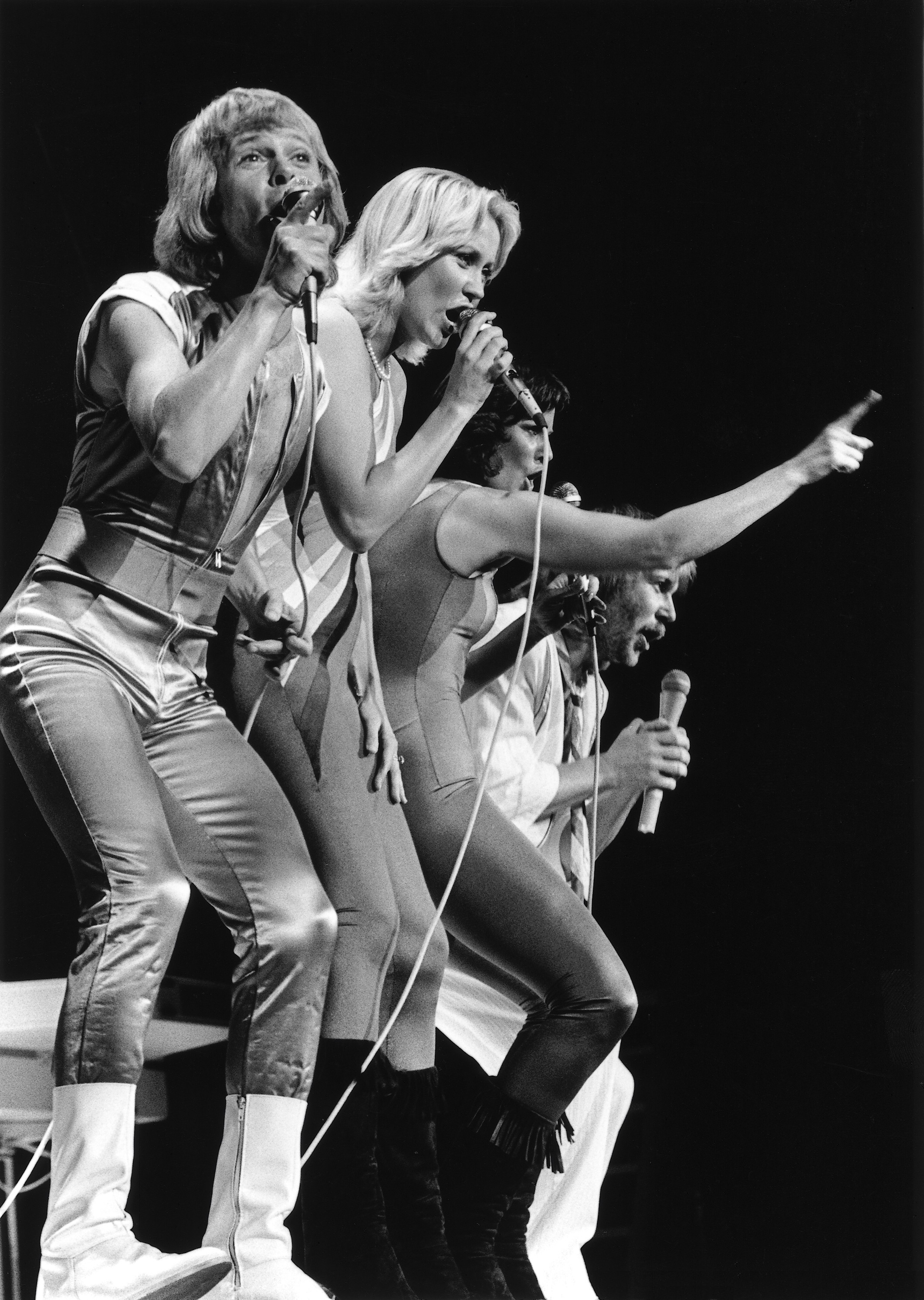
ABBA in mouwloze catsuits